# Ємцов Василь Якович
Василь Якович Ємцов (1905, селище Токмак, тепер місто в Киргизстані — 3 липня 1964, місто Ташкент, тепер Узбекистан) — радянський узбецький державний діяч, машиніст залізничного депо Ташкент-товарна, заступник голови Президії Верховної ради Узбецької РСР. Депутат Верховної ради Узбецької РСР. Депутат Верховної ради СРСР 1—4-го скликань.

## Життєпис
Народився в родині наймита. Закінчив двокласну парафіяльну школу. Трудову діяльність розпочав у 1919 році учнем шевської майстерні. Потім був учнем майстерень Середньоазіатської залізниці. Закінчив котельні курси.
У 1923—1927 роках — котельник і слюсар заводу імені Кагановича (імені Жовтневої революції) в місті Ташкенті.
У 1927—1938 роках — помічник машиніста паровоза, машиніст локомотива залізничного депо Ташкент-товарна Середньоазіатської залізниці.
Член ВКП(б) з 1938 року.
У 1938 році — заступник голови Центрального виконавчого комітету Узбецької РСР.
У 1938—1958 роках — заступник голови Президії Верховної ради Узбецької РСР.
У 1958 — 3 липня 1964 року — заступник начальника Головного управління переселення і організаційного набору робітників при Раді міністрів Узбецької РСР.
Помер 3 липня 1964 року в місті Ташкенті. Похований 4 липня 1964 року на міському цвинтарі.

## Нагороди
- орден Леніна (4.04.1936)
- три ордени Трудового Червоного Прапора
- орден Червоної Зірки
- орден «Знак Пошани»
- медалі